# Hans Keller (Musikwissenschaftler)
Hans Keller (vollständig Hans Heinrich Keller; * 11. März 1919 in Wien; † 6. November 1985 in London) war ein einflussreicher, in Österreich geborener, britischer Musiker, Musikwissenschaftler und Radiomoderator.

## Leben
Keller wurde in eine reiche jüdische Familie in Wien geboren. Die Familie hatte auch rege Kontakte zur kulturellen und künstlerischen Szene der Stadt. Keller wurde zuerst von Oskar Adler unterrichtet, der auch Arnold Schönbergs Lehrer gewesen war. 1938 sah er sich nach dem Anschluss Österreichs gezwungen, mit Hilfe seines britischen Schwagers nach London zu fliehen. 1940 wurde er auf der Isle of Man interniert. Ab 1943 studierte er Violine und Viola an der Royal Academy of Music. Zuerst arbeitete Keller als Geiger, fand aber bald seine Nische und wurde ein wichtiger und einflussreicher Musikkritiker. Ab 1959 arbeitete er als Redakteur im III. Programm der BBC und hatte auch Kontakte zum NDR. Keller galt als eine internationale Kapazität auf dem Gebiet des Streichquartetts. Als Musikologe ist er durch seine Methode der „funktionalen Analyse“ bekannt geworden. Seine Skripte (für Radiosendungen und musikwissenschaftliche Publikationen) sind in der Cambridge University Library gelagert. Keller war mit der Zeichnerin Milein Cosman verheiratet, mit der er auch künstlerisch zusammenarbeitete.

## Schriften
- Hans Keller, Donald Mitchell (Hrsg.): Benjamin Britten – A Commentary on His Works from a Group of Specialists. ISBN 0-8371-5623-8.
- Hans Keller, Milein Cosman: Stravinsky Seen and Heard. Toccata Press, ISBN 0-907689-02-7.
- Hans Keller (hrsg. von Julian Hogg): Criticism, 1987, ISBN 0-571-14802-6.
- Hans Keller: Music, Closed Societies and Football. 1986, ISBN 0-907689-21-3.
- Hans Keller: The Great Haydn Quartets – Their Interpretation. OUP, ISBN 0-460-86107-7.
- Hans Keller (hrsg. von Christopher Wintle): Hans Keller – Essays on Music. ISBN 0-521-67348-8.
- Hans Keller (hrsg. von Christopher Wintle): Music and Psychology – From Vienna to London (1939–1952). ISBN 0-9540123-2-1.
- Hans Keller (hrsg. von Gerold W. Gruber): Functional Analysis: the Unity of Contrasting Themes: Complete Edition of the Analytical Scores. Lang, 2001, ISBN 3-631-36059-2.
- A.M. Garnham: Hans Keller and the BBC: the musical conscience of British broadcasting, 1959–79. Ashgate, 2003, ISBN 0-7546-0897-2.
- The Keller Instinct – TV documentary by Hans Keller and Anton Weinberg (Channel 4, 1985)
- Hans Keller: The Last Interview (conversation with Anton Weinberg) transkribiert und hrsg. von Mark Doran. In: Tempo, Januar 1996, No. 195, S. 6–12.
- The Keller Column: Essays by Hans Keller. Hrsg.: R. Matthew-Walker. Lengnick & Co, 1990.
- Der Turm (The Tower) Libretto: Hans Keller (G) (1983), Oper in 2 Akten von Josef Tal.
- Hans Keller: The Jerusalem Diary – Music, Society and Politics, 1977 and 1979. Hrsg.: C. Wintle, F. Williams. 2001, ISBN 0-9540123-0-5